# Del Sol
Del Sol è un census-designated place (CDP) degli Stati Uniti d'America della contea di San Patricio nello Stato del Texas. La popolazione era di 239 abitanti al censimento del 2010. È stato creato per distacco dal CDP di Del Sol-Loma Linda.

## Geografia fisica
Del Sol è situata a 28°00′47″N 97°31′13″W (28.013160, -97.520239).
Secondo lo United States Census Bureau, il CDP ha una superficie totale di 2,22 km², dei quali 2,22 km² di territorio e 0 km² di acque interne (0% del totale).

## Società

### Evoluzione demografica
Secondo il censimento del 2010, la popolazione era di 239 abitanti.

### Etnie e minoranze straniere
Secondo il censimento del 2010, la composizione etnica del CDP era formata dall'86,19% di bianchi, lo 0,42% di afroamericani, il 3,35% di nativi americani, lo 0,42% di asiatici, lo 0% di oceanici, il 6,28% di altre razze, e il 3,35% di due o più etnie. Ispanici o latinos di qualunque razza erano l'83,68% della popolazione.